# Туризм в КНДР

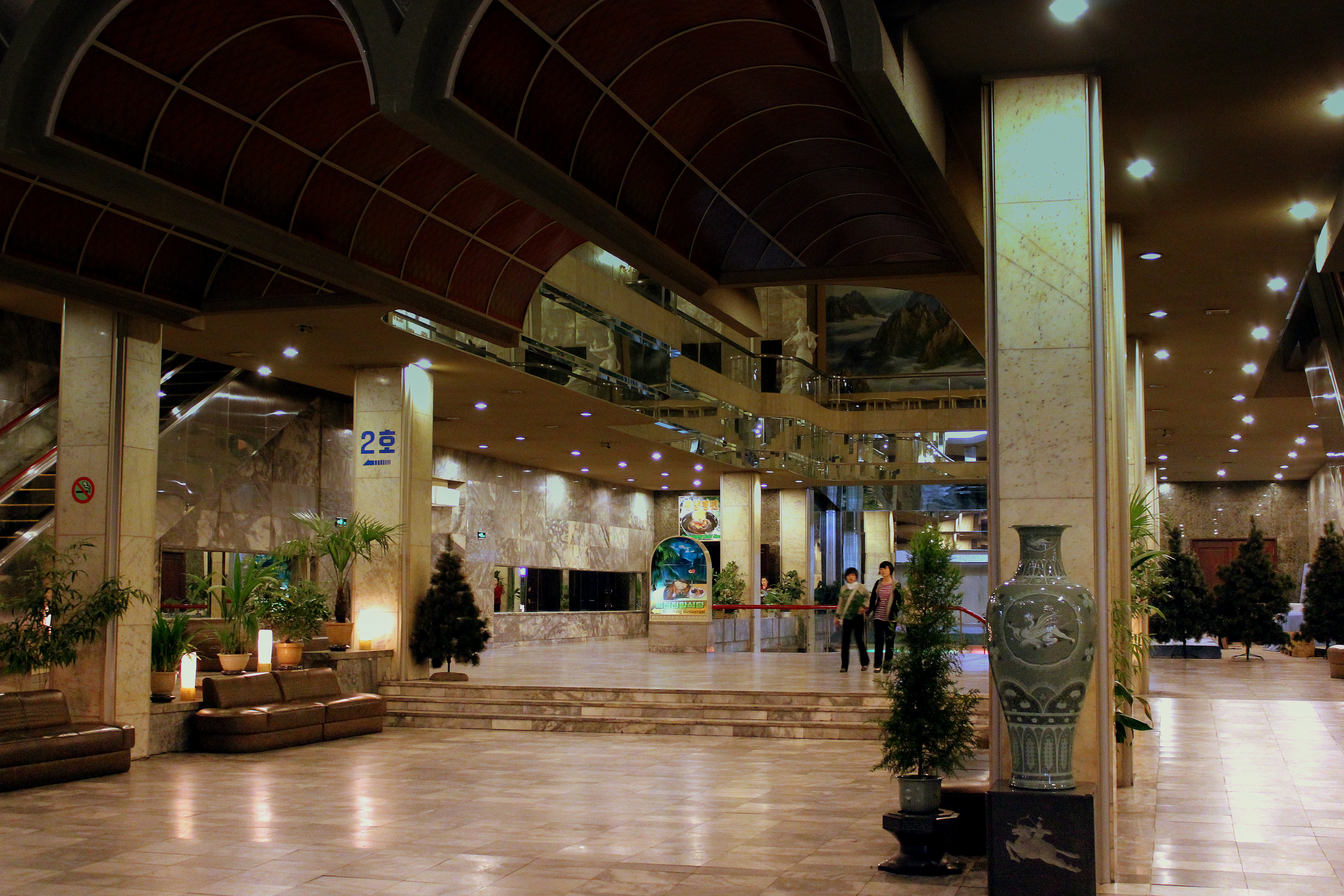
Интерьер отеля «Корё»

Политика изоляционизма, долгое время проводимая правительством Корейской народно-демократической республики (КНДР), привела к тому, что международный туризм в стране развит слабо. Иностранных туристов в КНДР больше всего привлекают природные достопримечательности и «неосталинистская» атмосфера в стране.

## История
С 2000 г. иностранный туризм в Северную Корею переживает рост, с 2009 г. — резкий рост. 
Так, если в 2000 году страну посетили почти 130 тыс. туристов, то в 2012 г. эта цифра достигла 250 тыс. человек, среди которых большую часть (по разным оценкам, от 190 до 240 тыс.) составили граждане КНР и около 5—6 тыс. — граждане стран Запада (всего же в тот год КНДР посетили путешественники из 50 стран мира).
9 февраля 2024, впервые после четырехлетнего пандемийного перерыва, в международный аэропорт Пхеньяна прибыли 100 российских туристов, в программу входила экскурсия по Пхеньяну и отдых на горнолыжном курорте Масикрен; стоимость за 4-дневную поездку составила 750 долларов. Также в 2024 году планируется организация туров на пляжные курорты КНДР.

## Достопримечательности и направления

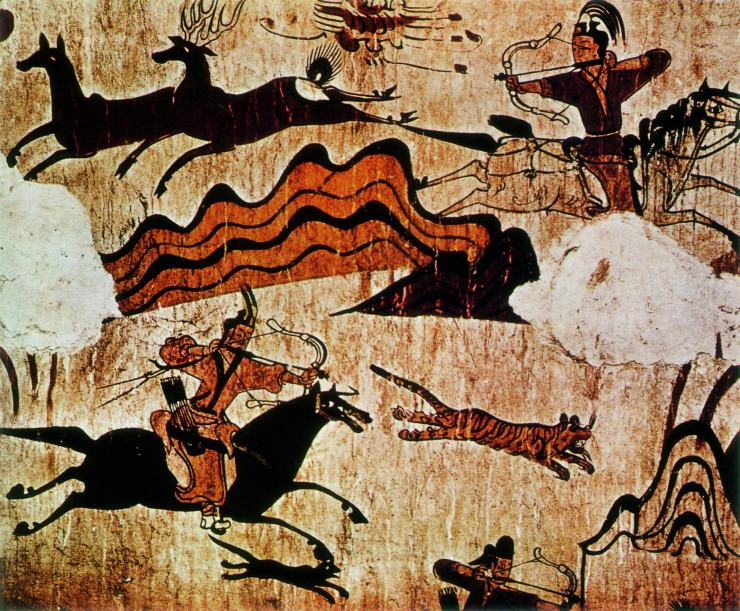
Фрески гробниц Когурё — объект Всемирного наследия

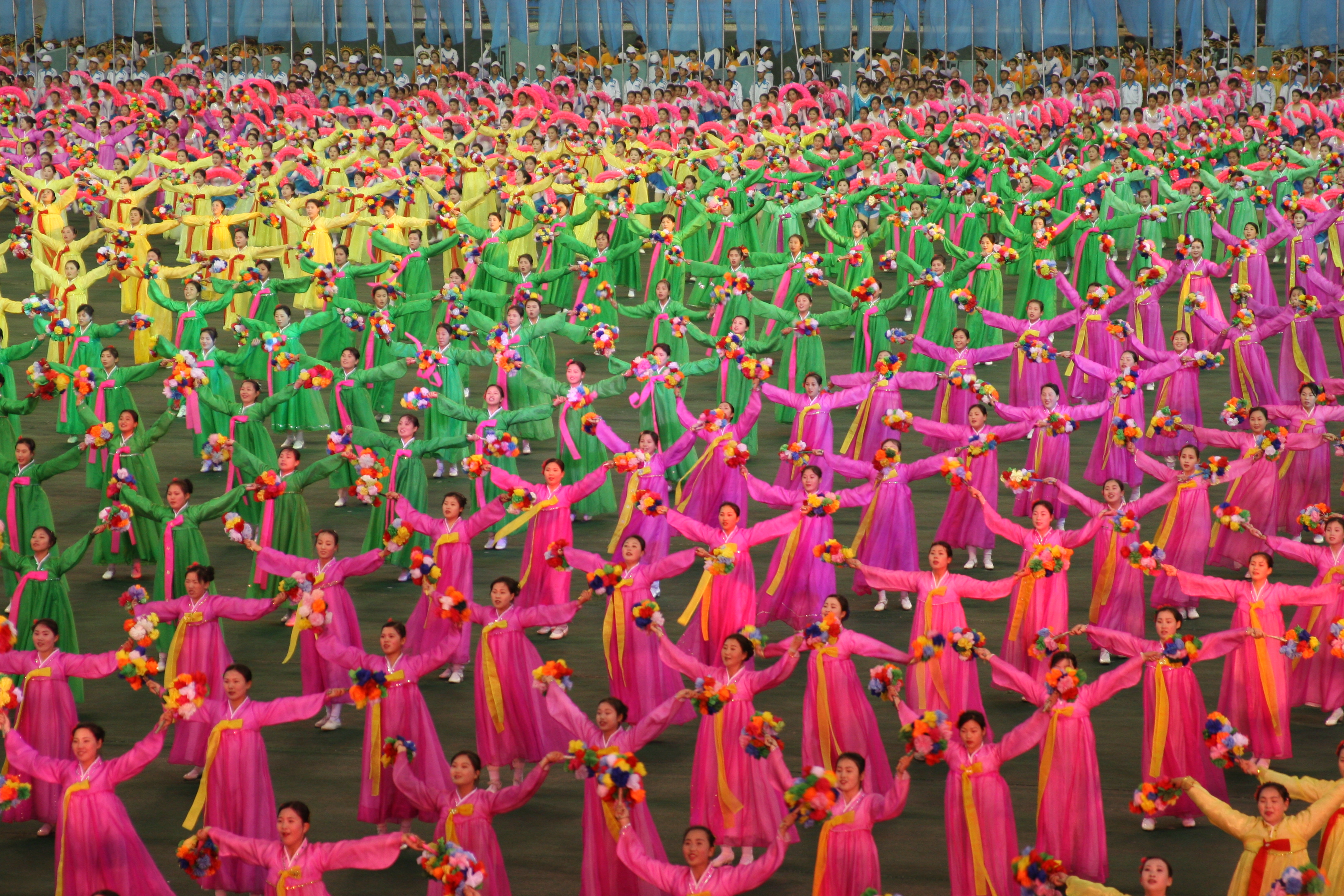
Шоу «Ариран» на «Стадионе Первого мая»

### Исторические памятники
На территории КНДР находятся, у границы с Южной Кореей, два объекта Всемирного наследия Юнеско — Комплекс гробниц Когурё в районе Пхеньяна и Исторические памятники и объекты города Кэсон (см. Кэсон) — включены в список Всемирного наследия в 2013 г. 
Пять объектов являются кандидатами на включение в список.
В экскурсионные программы входят объекты, связанные с деятельностью Ким Ир Сена и Ким Чен Ира, антияпонской революционной борьбой корейского народа и боевыми действиями Корейской войны.

### Праздники, фестивали, культурные мероприятия
В столице КНДР проводится множество привлекающих туристов мероприятий, таких как массовое шоу Ариран, Фестиваль цветов в Пхеньяне, народные гуляния, выставки, фестивали.

### Гастрономический туризм
В КНДР развит гастрономический туризм. Одним из центров притяжения является ресторан «Синхынгван» в городе Хамхын.

## Инфраструктура

### Курорты

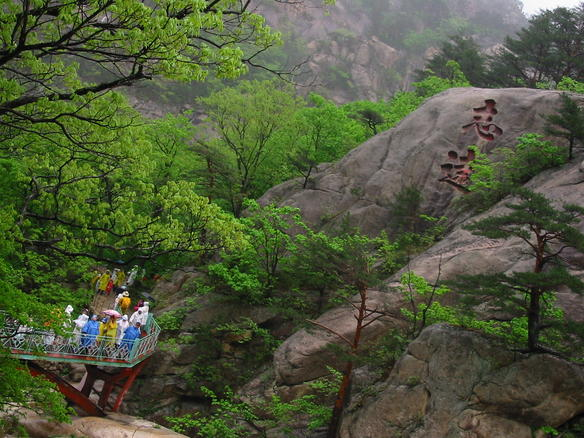
Заповедник в горах Кымгансан

Пляжные курорты, открытые для иностранцев, действуют на побережье Японского моря (которое в КНДР называют Восточным морем): 
в специальной экономической зоне Расон (Раджин-Сонбон), у границы с русским Приморьем, 
Маджон (на север от г. Вонсана), и 
пляжи озера Сиджунг, известного так же местной грязелечебницей. 
Горные курорты для интуристов работают в горах Кымгансан и Мёхянсан.
Бальнеологический курорт Рёнган на юго-востоке от Пхеньяна построен возле радонового источника и раньше являлся санаторием ЦК Трудовой партии Кореи.
В горах Кувольсан провинции Хамген-Намдо расположен летний курорт Самсонг, а недалеко от него — древний буддийский храм Вольджонса.
1 января 2014 года Центральное телеграфное агентство Кореи (ЦТАК) сообщило об открытии первого в стране горнолыжного курорта Масик. Курорт расположен на природном плато на востоке страны, на высоте 1300 метров над уровнем моря. Протяжённость всех трасс составляет около 110 километров, а их ширина варьируется от 40 до 120 метров. На территории комплекса имеются отель, вертолётная площадка, пункт проката лыжного инвентаря и канатная дорога. Предполагается, что ежегодно этот курорт будет приносить доход в размере 60 млн долларов США.

### Гостиницы
В Пхеньяне
| Категория                                                                | Название            |
| ------------------------------------------------------------------------ | ------------------- |
| 5 из 5 звёзд · 5 из 5 звёзд · 5 из 5 звёзд · 5 из 5 звёзд · 5 из 5 звёзд | Гостиница Потхонган |
| 5 из 5 звёзд · 5 из 5 звёзд · 5 из 5 звёзд · 5 из 5 звёзд · 5 из 5 звёзд | Гостиница Корё      |
| 5 из 5 звёзд · 5 из 5 звёзд · 5 из 5 звёзд · 5 из 5 звёзд · 5 из 5 звёзд | Гостиница Моранбон  |
| 4 из 5 звёзд · 4 из 5 звёзд · 4 из 5 звёзд · 4 из 5 звёзд · 4 из 5 звёзд | Гостиница Янгакто   |

| Категория                                                                | Название            |
| ------------------------------------------------------------------------ | ------------------- |
| 3 из 5 звёзд · 3 из 5 звёзд · 3 из 5 звёзд · 3 из 5 звёзд · 3 из 5 звёзд | Рянган              |
| 3 из 5 звёзд · 3 из 5 звёзд · 3 из 5 звёзд · 3 из 5 звёзд · 3 из 5 звёзд | Сосан               |
| 3 из 5 звёзд · 3 из 5 звёзд · 3 из 5 звёзд · 3 из 5 звёзд · 3 из 5 звёзд | Чоннён (Молодёжная) |

В Хамхыне:
- Гостиница «Синхынсан»[10].

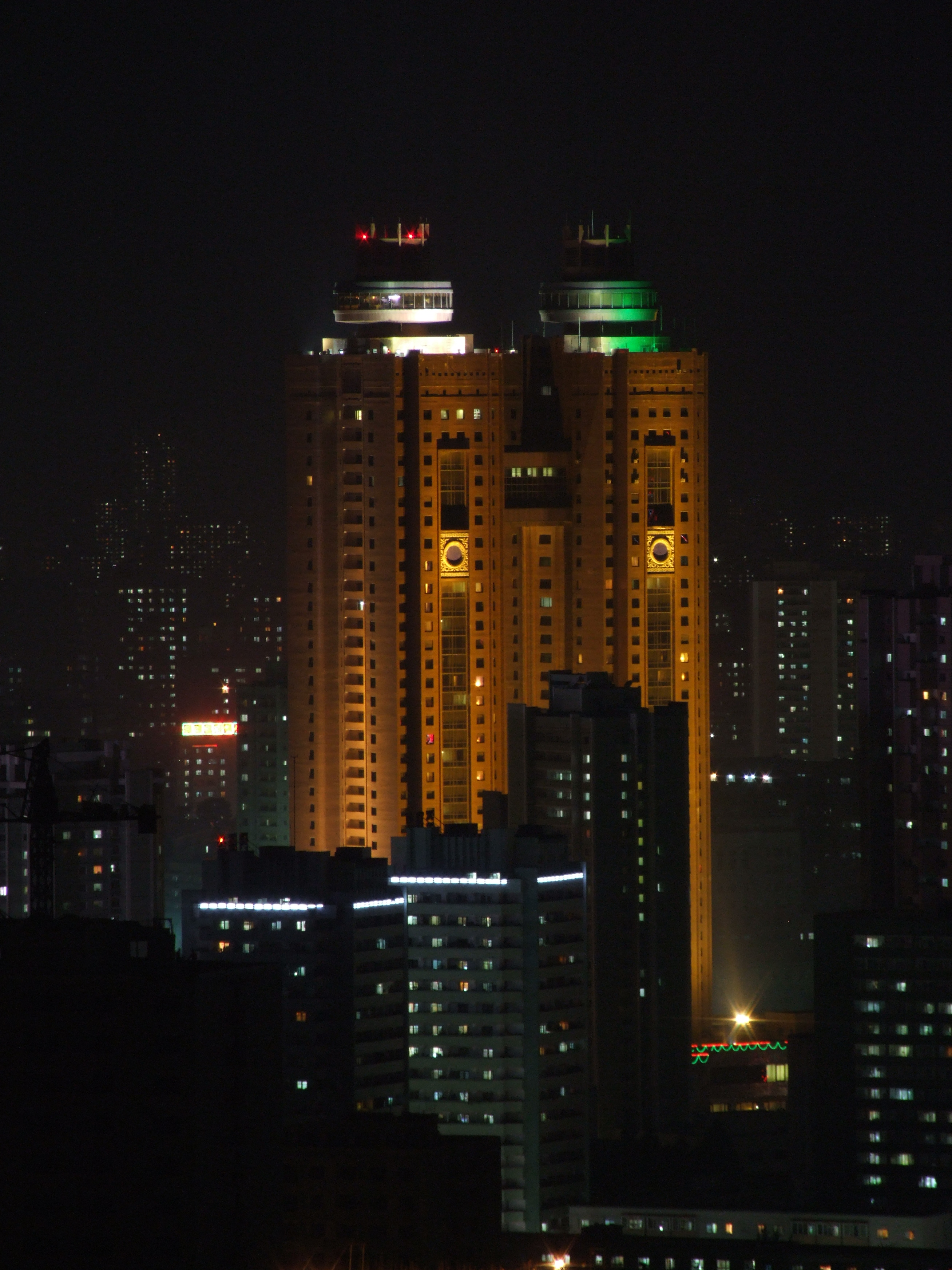
Гостиница Корё в Пхеньяне

В городе есть приморская зона отдыха Мачжон с песчаным пляжем, которая включает отель и большое количество коттеджей.
В Вонсане:
| Категория                                                                | Название |
| ------------------------------------------------------------------------ | -------- |
| 3 из 5 звёзд · 3 из 5 звёзд · 3 из 5 звёзд · 3 из 5 звёзд · 3 из 5 звёзд | Тонмен   |
| 2 из 5 звёзд · 2 из 5 звёзд · 2 из 5 звёзд · 2 из 5 звёзд · 2 из 5 звёзд | Сондовон |

В Кэсоне: Этнографический отель Кэсон. Выполнен в стиле одноэтажного здания традиционной архитектуры с подогреваемым полом.
В горах Механ:
| 5 из 5 звёзд · 5 из 5 звёзд · 5 из 5 звёзд · 5 из 5 звёзд · 5 из 5 звёзд | Отель Хянсан |

В горах Кымган:
| 4 из 5 звёзд · 4 из 5 звёзд · 4 из 5 звёзд · 4 из 5 звёзд · 4 из 5 звёзд | Отель Кымгансан |

На Восточном побережье:
| 5 из 5 звёзд · 5 из 5 звёзд · 5 из 5 звёзд · 5 из 5 звёзд · 5 из 5 звёзд | Отель «Маджон» (Ma Jon) |

Дом отдыха «Маджон»
При заказе тура можно заранее выбирать и отель для размещения, но за пятизвездочные отели или номера дорогих категорий может взиматься доплата сверх стандартной цены путевки. Для бюджетного варианта в Пхеньяне лучше всего подходит гостиница «Молодёжная».

## Условия въезда и пребывания
КНДР предпринимает ряд мер для развития иностранного туризма, однако развитию туризма мешает тоталитарный политический режим КНДР. Так, рекламный слоган Young Pioneers Tours гласит: «Мы привезём вас в такие места, в которые мать вас ни за что бы не отпустила». Эта же компания расхваливает пляжи и природу страны, владелец агентства заявляет, что поездка в КНДР безопаснее, чем прогулка по улицам Лондона.
Туристов из-за рубежа сдерживают также многочисленные ограничения. К туристической группе прикрепляется два гида, самостоятельное перемещение туристов ограничено окрестностями туристических объектов. Кроме того, иностранным туристам запрещено расплачиваться местной валютой, поэтому любые покупки возможны только в специализированных магазинах для иностранцев. Существенно ограничены возможности общения с местным населением, фотографирование ряда объектов. По утверждению А. Ланькова, в последние годы в связи с общей либерализацией политического режима в КНДР надзор за иностранными туристами в КНДР стал менее навязчивым: «Теоретически туристы сталкиваются со множеством ограничений, хотя на практике в наши дни многое зависит от того, как складываются их отношения с гидом».
В стране отсутствует доступ в Интернет. Возможность международной телефонной связи существует только путём оформления декларации на мобильный телефон в аэропорту Сунан и покупке туристической SIM-карты сети «Koryolink», имеющей выход на международную связь.
Так или иначе, в целом постепенно происходит улучшение условий для туристов — ранее ввоз и использование мобильных телефонов, а также свободное фотографирование были вовсе полностью запрещены; к иностранным туристам привязывалось большее количество сопровождающих.

### Национальный туроператор
Общество по иностранному туризму Кореи занимается приёмом и обслуживанием интуристов, организацией альпинизма, исторического, культурного туризма с 1953 года.
Руководство в туристической сфере осуществляет Государственное главное управление по туризму — член Всемирной туристической организации (UNWTO) и Азиатско-тихоокеанского туристического агентства (PATA).
Поездку в КНДР могут предоставлять иностранные турфирмы, аккредитованные при МИД КНДР. При заказе тура через аккредитованного оператора оформление визы и все формальности занимают гораздо меньше времени, чем при самостоятельном оформлении через посольство.

### Визовый режим
Для всех иностранцев, за исключением граждан Китая, посещение КНДР возможно только через туристические агентства, аккредитованные в Северной Корее.
Почти весь западный туризм в КНДР монополизирован двумя компаниями — Koryo Tours и Young Pioneers Tours, которые базируются в Пекине.
По состоянию на 2014 год для граждан КНДР действует безвизовый режим въезда в 42 странах мира, в основном это — страны Азии и Африки. Число стран, имеющих безвизовый режим, постепенно расширяется — например, в 2010 году таких стран было 36 (для сравнения, граждане Южной Кореи могут посещать без визы 172 государства мира).
Гражданам Южной Кореи необходимы специальные разрешения от обоих государств для того, чтобы посетить Северную Корею.
Теоретически въездные визы КНДР не должны выдаваться гражданам США, на практике же это правило не соблюдается. 
В 2002 году район гор Кымгансан («Алмазные горы»), находящихся недалеко от границы с Южной Кореей, был объявлен туристическим регионом, куда возможен приезд южнокорейских туристов без специальных разрешений. Каждый год в районе Кымгансана бывают тысячи туристов.
В июле 2005 года южнокорейская компания Hyundai подписала соглашение с правительством Северной Кореи об открытии дополнительных туристических маршрутов, в частности, в районе горы Пэктусан и в Кэсоне.

### Рекомендации туристам, посещающим КНДР
Ведущий научный сотрудник Центра корейских исследований Института Дальнего Востока РАН Ким Ен Ун рекомендовал российским гражданам при посещении Северной Кореи придерживаться нескольких правил: избегать политических тем в разговорах, не делать неуважительных отзывов о КНДР, её властях, гражданах, режиме; не называть эту страну «отсталой»; в целом избегать панибратства и никогда не проявлять инициативу перейти на более дружеский тон, ожидая её от местных.
В целом Ким Ен Ун отмечает доброжелательное отношение граждан КНДР и северокорейского государства к России и её гражданам.

## Выездной туризм
Число граждан КНДР, посещающих соседние страны с целью туризма, также растет. В 2013 году число северокорейских туристов в Китай впервые превысило 200 тыс. человек, увеличившись на 11 % по сравнению с 2012 годом.
С открытием железной дороги Раджин-Хасан в 2013 году корейская сторона озвучила возможность использовать её также для посещения туристами из КНДР российского Приморья.
В июне 2014 г. заместитель председателя Главного управления туризма КНДР Мун Дэ Гил посетил с рабочим визитом столицу Монголии Улан-Батор, в ходе которого обсуждались возможности развития взаимных туристических поездок граждан двух стран.

## Внутренний туризм
Граждане КНДР внутри страны пользуются теми же курортными регионами, что и иностранные туристы, однако проживают в отдельных гостиницах. 
Горы Пэкту, принимающие туристов во все времена года, кроме природных достопримечательностей, изобилуют памятниками, посвященными истории партизанской борьбы, а также оборудованы сетью «домов ночевок» (турбаз), для отдыхающих, также построены гостиницы, лыжная база и другие объекты туристической инфраструктуры. Парковые зоны для отдыха обустроены также на горах Кувор, Чонбан и Чансу, благодаря природным красотам и историческим памятникам (буддийский храм, горная крепость), известных как места отдыха ещё со старинных времен.
На территории страны имеются 50 горячих источников, на каждом из которых созданы санатории.
На побережье Японского моря популярна Сондовонская парковая зона у г. Вонсан, благодаря прикрывающему её с моря полуострову Кальма отличающуюся более тёплым, по сравнению с другими территориями, климатом.